# Łucz Mińsk
Łucz Mińsk (ros. «Луч» Минск) – białoruski klub piłkarski z Mińska, powstały w 2012 roku.

## Historia
Klub powstał w 2012 roku jako drużyna reprezentująca zawodników amatorskiej ligi ALF (АЛФ), niezależnej dotąd od Białoruskiej Federacji Piłkarskiej. W 2013 roku klub zgłosił się do rozgrywek na trzecim poziomie ligowym (Druhaja liha).
Od 2014 roku drużyna nazywa się Łucz, co w języku rosyjskim znaczy „promień” (biał. Прамень, jednak ta nazwa nie jest oficjalna).
W 2015 Łucz awansował na drugi poziom ligowy, a po wygraniu Pierszaj lihi w sezonie 2017, awansował do Wyszejszaj lihi.